# Schwarzenbach (Isar)
Der Schwarzenbach ist ein linker Zufluss der Isar in Oberbayern.

## Geographie

### Verlauf
Der Schwarzenbach entsteht auf der Südseite des zur Benediktenwand (1800 m) gehörenden Bergrückens bei den Gebäuden der Hinteren Scharnitzalm auf etwa 1404 m ü. NHN. Er fließt zunächst etwa südwärts, später dann viel länger ostwärts in einem Tal zwischen der Benediktenwand und dem südlich begrenzenden Bergrücken des Langeneck. Dieser beginnt am Langenecksattel und erstreckt sich über den Hahnberg (1320 m), Düftberg (1126 m) bis zum Kohlberg (1041 m) und endet am Weiler Langeneck von Lenggries, wo auch der Schwarzenbach von links und auf etwa 685 m ü. NHN in die Isar mündet.

## Einzugsgebiet
Das Einzugsgebiet des Schwarzenbach ist 18,6 km² groß und Teil der Kocheler Berge in den Bayerischen Voralpen. Der höchste Punkt an der Nordwestspitze auf der Benediktenwand erreicht fast 1800 m ü. NHN. In der vor allem das weite Kerbtal des Mittel- und Unterlauf umfassenden Berglandschaft steht überwiegend Wald. Besiedlung gibt es darin, von einem knappen Dutzend Almen abgesehen, nur in Gestalt des Mündungsweilers Langeneck der Gemeinde Lenggries. Diese umfasst den etwas größeren östlichen Teil des Gebietes, während der westliche mit dem Oberlauf zur Gemeinde Jachenau gehört.
Reihum grenzen die Einzugsgebiete der folgenden Nachbargewässer an:
- Jenseits des westlichen Teils der von West nach Ost auf dem Kamm der Benediktenwand verlaufenden nördlichen Wasserscheide liegt das Quellgebiet des Lainbachs, der über die Loisach weit abwärts in die Isar entwässert, jenseits des östlichen Teils dagegen entspringen der weit weniger abwärts des Schwarzenbachs in die Isar entwässernde Arzbach der noch weniger unterhaln von ihm in sie mündende Murbach;
- im Süden fließt die Jachen, der von der Wasserscheide her nur wenige und kurze Bäche zulaufen, fast parallel zum Schwarzenbach wenig aufwärts in die Isar;
- im Westen liegt das obere Einzugsgebiet der Großen Laine, die in die Jachen mündet.

### Zuflüsse
Von der Quelle zur Mündung. Auswahl.
- Eibelsbach, von rechts an der Laufwende nach Osten
- Unsinniger Graben, von rechts nach der Oberen Orterer Alm
- Ghaglesgraben, von rechts
- Scharnitzgraben, von links nach der Unteren Orterer Alm
- Plattengraben, von links
- Weitergraben, von links
- Lichtmeßgraben, von links
- Krottengraben, von links
- Hahngraben, von rechts
- Branntweingraben, von links
- Zwerchgraben, von links vor der Düftalm
- Hochgastergraben, von rechts nach der Düftalm
- Eselaugraben, von links
- Kohlgraben, von rechts
- Vorderer Kohlgraben, von rechts
- Augraben, von rechts am Ortsanfang von Langeneck

## Nutzung

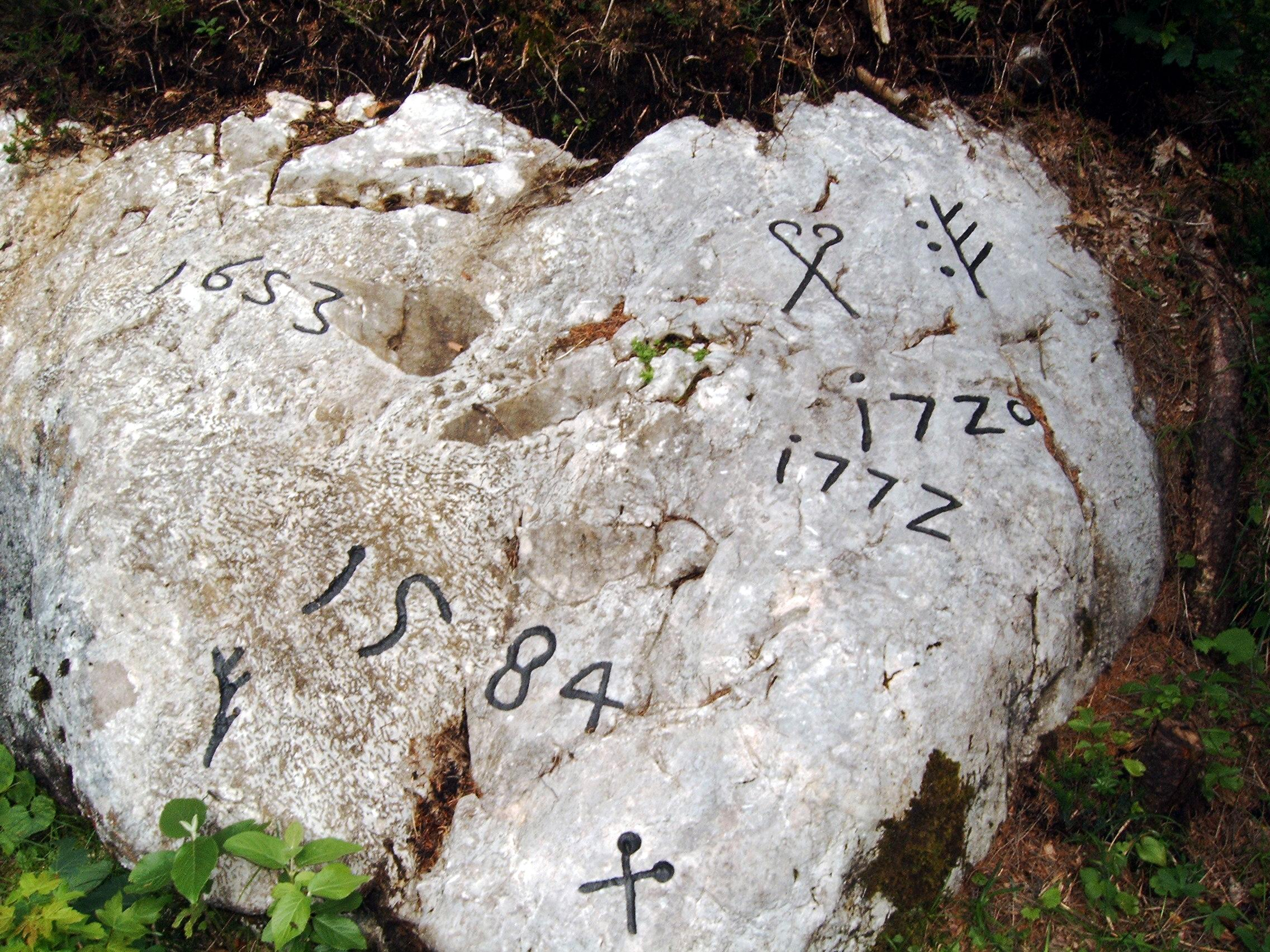
Grenzstein am Schwarzenbach

Bis ins 19. Jahrhundert hinein trieb der Bach zwei Gipsmühlen und beim Weiler Langeneck ein Sägewerk an. Dort mündet der Schwarzenbach in die Isar.

## Geschichte
Im Schwarzenbachtal liegt 6 km westlich des Ortsteils Langeneck und ca. 300 m westlich des "Hüttenflecks" auf dem orographisch rechten Ufer des Baches ein zimmergroßer Grenzstein, der seit 1584 die dortige Grenze zwischen dem Landgericht Tölz und dem Kloster Benediktbeuern markiert.